# 地心洪爐

《地心洪爐》的封面

《地心洪爐》，是倪匡筆下科幻小說衛斯理系列之一，系列編號13，連載於1965年7月23日至1965年10月19日的《明報》。描述外星人奉命毀滅地球，卻受不過良心煎熬自殺。留下了利用磁力漂浮在空中的空中平台和一批小機器人，還有能操縱地心岩漿在何處爆發的機器。狂人傑弗生掌握了外星人留下的空中平台，自身腦波能操縱小機器人的他，並將幾個科學家帶來空中平台為他做事。外星人遺產被誤用的結果，就是地球上多了一個野心家。為了地球不被野心家所操控，衛斯理和好友張堅與之對抗的故事。

## 故事概述

### 南極探險家的幻覺
衛斯理的好友張堅在南極工作時曾看到一艘潛艇被封於冰山內，於是鑿破冰山以拯救潛艇，但潛艇卻衝天而飛。張堅向同事講出此事，他們卻認為只是幻覺並逼張堅休假。張堅向衛斯理陳述後，衛斯理也不相信他的經歷。突然探險隊隊長史谷脫送來電報，要求張堅立即回南極，張堅於是邀衛斯理同去。

### 空中平台
二人在乘搭飛機時忽然見到奇景，然後飛機不受控制地不斷上升。最後，升到了三萬五千呎的一座空中平台，並遇見一個矮小的人，張堅認出是被困於冰山內的人。不久，他們見到該平台的領導人傑弗生，他要求二人留下，並指出南極範圍的飛機失事是因他而起，此令衛斯理大怒，動武之間意外發現那些矮小的人原來是機械人。其後再從傑弗生的說話中得知他正在研究毀滅地球的方法，目的是想所有國家聽命於他。

### 冰原亡命
良久，一個人來到，張堅認出是其好友羅勃。本以為三年前他死於飛機失事，卻原來被傑弗生帶到空中平台。其後更見到地質學家藤清泉博士。傑弗生欲邀衛斯理共同參與他的研究，但衛斯理卻認為他是個野心家而不肯就範，於是傑弗生利用機器人把衛斯理電昏。醒後，衛斯理發現自己身處於一個浮在高空中的「泡」。他用火把泡燒毀，令自己從高空掉下，傑弗生適時把衛斯理接住，但衛斯理仍不肯就範，並自己跳下了海中而並未受傷。

### 冰縫下的奇遇
他輾轉間來到冰原，卻遇上磁性風暴並跌入一條冰縫裡，但幸有一條繩索救了他一命。他於冰縫裡發現一個冰洞。進入冰洞後，見到一台機器和兩個跟傑弗生的機器人一樣的外星人，而且還有大量關於舊金山大地震的報紙。衛斯理取走外星人身上的一封信和一張他們的照片。更從一台電視機中見到翻騰烈燄的畫面，但他不知道那是甚麼。

### 被當作兇手
回到冰原上，衛斯理被南極探險隊長史谷脫救起。史谷脫誤以為衛斯理殺了張堅，於是對他進行監管。過了不久，傑弗生來到，再次邀請衛斯理共同研究，但再次遭到拒絕，並打了他一頓。傑弗生走了後，衛斯理亦逃走了。突然冰層碎裂，海水沸騰，衛斯理利用狗隻拉的雪橇逃亡。成功逃離原本探險隊營地的冰層斷崖。看見海水沸騰。以為是張生煮海。

### 極地奇變
及後張堅出現把衛斯理擄回空中平台，再見到所有人。衛斯理和藤清泉作了一次私下談話，衛斯理指傑弗生是替外星人服務，目的是毀滅地球。於是二人一同指責傑弗生，傑弗生終於道出他發現此空中平台的經過。

### 傑弗生的奇遇
原來於十二年前，傑弗生偶爾發現有一些機械人會順應他腦中的要求和命令，更進一步發現它們的學問相當高。機械人更帶他到一空中平台，傑弗生在此發現了外星人研究地球的資料，其中一項是2083年地球將會因地心熔岩壓力而分裂。於是傑弗生邀了藤清泉和羅勃一同研究解決這個危機，藤清泉發現於冰島附近洩出熔岩為最佳方法，但當時他們不能準確控制噴發地點。他們現在知道機器人能去一個地方控制熔岩噴發，不過突然間機器人因不明原因而全數毀滅。衛斯理知道那個地方就是冰縫裡的冰洞，並告之眾人。

### 科學怪傑的野心
衛斯理取出那封信，藉著翻譯機器，明白信中的內容：那種外星人因憂慮地球人的嗜殺，所以派了兩個人來地球執行毀滅地球的任務，本想利用加強地殼壓力的方式毀滅地球，他們發動了關東大地震但於試驗中不忍見到地球人的慘況而停止任務，並結束自己的生命。眾人從信中也得知在衛斯理打了傑弗生之後，傑弗生產生了邪念。而令得小機械人全數自毀。

### 權力使人腐化
衛斯理、張堅和傑弗生為了挽救地球被毀滅的危機，於是尋找那條冰縫。他們意外找到另一條冰縫，在冰縫底發現一艘飛船，更用之到達地核，令衛斯理明白上次於冰洞電視所見的就是地核。離開地核後，找到了那個冰洞，並發現電腦能控制噴發地點，傑弗生情性大變並開槍射傷衛斯理。三人在糾纏其間意外按下電腦的幾個按鈕，結果發動了一場大地震。

### 冰上戰鬥
傑弗生再次與衛斯理和張堅談判，衛斯理裝作就範，卻在傑弗生不為意時擊昏了他。可惜傑弗生也在衛斯理不為意時駕走飛船，使張堅和衛斯理二人無法離開冰洞。於是他們向羅勃、藤清泉聯絡，但傑弗生趕至並開槍打死羅勃。衛斯理知道他要回冰洞，於是和張堅一同躲於冰洞下的冰縫中伺機而動。

### 冰洞中的野心
傑弗生回冰洞時不見二人，於是向冰洞外發射音波震盪，成功震倒二人。二人墜向冰縫底時見到兩個浮於半空的外星屍體，於是抓緊使他倆不再下墜，並發現外星人身上有個人飛行器，於是取了它。此時二人分道揚鑣，張堅飛到冰縫底探險，衛斯理飛到冰洞裡對付傑弗生。衛斯理到達後，制服了傑弗生。面對那些機器，衛斯理受到權力的引誘，給傑弗生有機可乘，擊倒了衛斯理。衛斯理迅速利用飛行器逃走，然後到冰縫底會合張堅。於再次經過冰洞時，見到洞口被紫光保護著，卻因此而使冰洞被冰封住，傑弗生從此無法離去。

### 尾聲
最後，藤清泉為了不讓傑弗生奸計得逞，把空中平台炸毀。而後來，冰島附近發生地震，形成新島嶼，衛斯理認為是傑弗生良心未泯而令熔岩於那處洩出。

## 故事角色
- 衛斯理

故事的第一人稱主角。喜好冒險的年輕人，受張堅邀請去了南極，卻意外到達一座空中平台。衛斯理認為空中平台的領導人傑弗生是一個野心家，亦為此經歷了九死一生的南極奇遇，後來粉碎了傑弗生的野心陰謀。書中衛斯理曾經受能控制熔岩爆發的機器所引誘，而差點為權力而瘋狂。
- 張堅

南極探險家。因為在南極見到潛艇衝天而飛的幻覺，而被南極探險基地的史考特隊長逼迫休假。和衛斯理返回南極時。在南極上空。兩人駕駛的小飛機被帶到傑弗生操縱的空中平台，然後和衛斯理一同冒險。十分喜愛探險，曾於冰缝底層。為了到達冰縫底層。而和衛斯理分道揚鑣。在碰觸傑弗生佈下的紫色光幕時。因一時好奇而失了右手的食指。
- 史考特隊長

南極探險隊的隊長。是一個不會接納他所不知道的事實的人，因此導致衛斯理被控謀殺張堅，後來證明是一個錯誤。
- 傑弗生

空中平台的領導人。原是美國麻州工學院的教授，一天意外發現一批機器人會受其腦波控制，繼而發現空中平台的存在，更發現地球將會於一百多年後，因為地心岩漿的壓力毀滅，於是盡力挽救地球，終於聯同衛斯理發現挽救地球的方法，卻因受權力慾望所矇蔽。而成了一個狂人。最後被困於冰洞而無法離去。
- 羅勃

南極冰原研究的專家。全名羅勃·強脫。在一次緊急情況下被傑弗生帶了上空中平台，共同將波士頓的地震移至南極。事後他一直留在空中平台研究，但最終死於狂人傑弗生槍下。
- 藤清泉

著名的地質學家。三年前被傑弗生邀到空中平台共同研究。他認為冰島附近是熔岩洩出的最理想位置。後來發現外星人和他的結論一樣。最後，為了制止傑弗生的野心，把空中平台炸毀，而他也在爆炸中喪生。

## 相關物件
- 綠色外星人

來自銀河系邊緣七百萬光年以外的星球。有五官，但面卻是綠色，眼睛佔據了額角的一大半，口部尖小。有濃綠色的頭髮，皮膚有閃綠光的鱗甲。手部有七隻手指，長達一尺，可以任意彎曲。他們呼吸氯氣維生。
他們擁有高度文明，因此生命十分愉快，卻對於遙遠的地球人的嗜殺感到憂慮，於是派二人來毀滅地球，但是在毀滅的試驗中，受不住良心譴責，在完成任務和自己良心之間無法雙全其美下，結束了自己的生命，擁有高尚的情操。
- 小機械人

是綠色外星人按照自己的體形所製成的機械人，身材十分矮小，身穿橡皮衣，頭戴銅帽子。原是外星人模仿自身外形所製造的實驗助手，後來成了傑弗生的實驗助手，為他服務，和提供多種外星知識。但是故事最後，卻因傑弗生的腦中曾產生權力慾望的邪念，而使機器人內部的電子管全部爆裂，成了廢鐵。
它們的指尖有發射出六千度高熱光束的設備，能把事物瞬間氣化。它們的記憶系統中，有極高的學問，曾輕而易舉地解決傑弗生研究的難題，甚至可以利用已有知識，去發明新的東西。
- 空中平台

一個停留於南極三萬五千呎高空的平台，利用磁性相抗的原理長久停留於空中。空中平台有著綠色外星人的一切科技。外星人死後，把空中平台的一切都留下，為的是希望地球人能用之挽救地球。最後被藤清泉所毀滅。
- 冰洞內的電腦

外星人留下的電腦，能夠隨意控制熔岩爆發。本來外星人想用之毀滅地球，但外星人自殺後，傑弗生就將之獨佔，想用之成為世上最具權力的人。衛斯理和傑弗生曾經無意按下電腦的幾個按鈕，造成了一場大地震。

## 南極的白熊
- 《地心洪爐》第三章描述到，衛斯理流落在南極的冰原上掙扎求存，遇到了一隻白熊，經過激烈的搏鬥後將其殺死，食其肉，穿其皮。然而，南極並沒有任何白熊，只有企鵝，北極才有白熊(北極熊)。所以這是作者編寫小說的一個錯誤。
- 在報紙連載時曾有讀者每天寫信要求作者倪匡解釋此錯誤，倪匡最後回信道：「南極沒有白熊，世上沒有衛斯理」[12]。而倪匡於1986年在書上加按指這是一個笑話而不是錯誤，保留之是因固執所致，這亦切合衛斯理的性格[4]。
- 當然最大的可能是白熊是外星人在南極養的實驗動物，逃出來後流浪南極，意外遇上衛斯理。
- 另外還有一個可能，這一切都是衛斯理的幻覺，不過以故事結構來說，空中平台並不是衛斯理的幻覺，白熊應該也不是。